# Сторожик, Валерий Степанович
Вале́рий Степа́нович Сторо́жик (укр. Валерiй Степанович Сторожик; род. 7 декабря 1956, Котельва, Полтавская область) — советский и российский актёр театра и кино, мастер дублирования; заслуженный артист Российской Федерации (1995).

## Биография
Родился 7 декабря 1956 года в посёлке Котельва Полтавской области Украинской ССР.
С 1968 года, с двенадцатилетнего возраста, начал сниматься в детском кино на «Центральной киностудии детских и юношеских фильмов имени М. Горького». Его кумирами тогда были Ален Делон, Марчелло Мастроянни, и он захотел стать таким же.
В 1979 году окончил актёрский факультет Высшего театрального училища имени М. С. Щепкина при Государственном академическом Малом театре России. После окончания вуза начинающего актёра приглашали на работу в Малый театр, но он сделал другой выбор.
С 1979 года по настоящее время Валерий Сторожик служит в труппе Государственного академического театра имени Моссовета. Его дебютом на сцене театра стала эпизодическая роль в спектакле «День приезда — день отъезда». Первый актёр, который в 1989 году начинал репетировать роль Иисуса из Назарета в музыкальном спектакле «Иисус Христос — суперзвезда» по мотивам одноимённой рок-оперы Эндрю Ллойда Уэббера и Тима Райса режиссёра-постановщика Павла Хомского, премьера которого состоялась в 1990 году на сцене Государственного академического театра имени Моссовета. Однако в процессе репетиций актёр отказался от этой роли:

«Наверное, я просто спасовал перед трудностями, а может быть, испугался непривычного материала, ведь в „Иисусе“ надо было одновременно петь, двигаться и при этом ещё что-то изображать. Я всячески манкировал репетициями, спорил с режиссёром, придирался к неточностям в тексте. Короче, накануне премьеры я взял и ушёл из спектакля. Меня заменил Олег Казанчеев».

В 1996 году был выпущен музыкальный спектакль «Игра» по мотивам известного мюзикла «Шахматы» Бенни Андерсона, Тима Райса и Бьёрна Ульвеуса, где Валерий исполнял одну из главных вокальных партий. Спустя шесть лет после премьеры спектакля «Иисус Христос — суперзвезда» Валерий Сторожик всё-таки вернулся в постановку. Играл роль Иисуса с 1996 по 2002 год.
Снимался во многих кинофильмах, одна из первых заметных ролей сыграна в 1982 году в музыкальной сказке известного режиссёра Александра Митты «Сказка странствий». Эта роль досталась актёру совершенно случайно. Сценарий писался для актрисы театра Моссовета Ларисы Кузнецовой. Александр Митта пришёл на спектакль «Сашка», где Валерий играл пленного немца, и предложил подыграть Ларисе на пробах. В итоге Ларису не взяли в фильм, а Валерий получил роль.
На счету актёра роли в лирической комедии Саввы Кулиша «Сказки… сказки… сказки старого Арбата» (1982), мелодраме Александра Алова и Владимира Наумова «Берег» (1983), в историко-биографическом фильме Сергея Бондарчука «Борис Годунов» (1986), в трагифарсе Михаила Туманишвили «Завещание Сталина» (1993). В 1991 году Валерий Сторожик сыграл главную роль в приключенческой комедии «Джокер» режиссёра Юрия Кузьменко, а в 1994 году — в историко-приключенческом фильме «Империя пиратов» режиссёра Григора Гирдушяна.
Также Валерий принимает участие в озвучивании иностранных художественных фильмов, телесериалов и компьютерных игр. Его голосом говорят Джереми Айронс в «Женщине французского лейтенанта» (1981), Дастин Хоффман в «Человеке дождя» (1988), Кевин Костнер в «Почтальоне» (1997), Николас Кейдж в «Городе ангелов» (1998), Бенджамин Лайнус в сериале «Остаться в живых» (2004—2010), Марк Гэтисс в сериале «Шерлок» (2010—2017), Джейсон Айзекс в серии художественных фильмов о приключениях Гарри Поттера, несколько персонажей турецкого исторического телесериала «Великолепный век» (2011), Сэм Фишер в русской версии серии компьютерных игр «Splinter Cell» и многие другие герои.

### Семья
Был женат на актрисе Марине Александровне Яковлевой (род. 1 апреля 1959). Пара развелась в 1991 году. У супругов есть два сына: Фёдор (род. 1987) и Иван (род. 1989).
От второго брака есть сын Марк (род. 2012) и дочь Софья (род. 2018).

## Творчество

### Театральные работы

#### Государственный академический театр имени Моссовета
С 1979 года по настоящее время Валерий Сторожик служит в труппе Государственного академического театра имени Моссовета и сыграл множество драматических ролей:
- «Чёрный гардемарин» — Алёша
- 1981 — «Сашка» по одноимённой повести Вячеслава Кондратьева (режиссёры — Гарий Черняховский, Алина Казьмина) — пленный немец
- «Фабричная девчонка» — Федя
- «Виноватые» — Егор
- «Человек как человек» — Гэли Гэй
- «Братья Карамазовы» по одноимённому роману Ф. М. Достоевского — Алексей Карамазов (Алёша), сын Фёдора Павловича, младший брат Дмитрия и Ивана
- «Орнифль, или Сквозной ветерок» — Фабрис
- «Заговор чувств» — Кавалеров
- «Торможение в небесах» — текст от автора
- «Мать Иисуса» — старший сын
- «Максим в конце тысячелетия» — Максим
- «Мистерия о нерождённом ребёнке, о несбывшейся матери и Всевышнем отце» — Валяев
- «Ошибки одной ночи» — молодой Марлоу
- «Фома Опискин» — Сергей Александрович
- «Скандал? Скандал? Скандал!» — Чарльз Сэрфес
- «Ученик дьявола» — Ричард
- «Король Лир» — Эдгар, сын графа Глостера
- 1996—2002 — «Иисус Христос — суперзвезда», музыкальный спектакль по мотивам одноимённой рок-оперы Эндрю Ллойда Уэббера и Тима Райса (режиссёр-постановщик — Павел Хомский; премьера состоялась в 1990 году) — Иисус из Назарета
- 2003 (по настоящее время) — «Иисус Христос — суперзвезда», музыкальный спектакль по мотивам одноимённой рок-оперы Эндрю Ллойда Уэббера и Тима Райса (режиссёр-постановщик — Павел Хомский; премьера состоялась в 1990 году) — Понтий Пилат
- 2005 (по настоящее время) — «Странная история доктора Джекила и мистера Хайда», музыкальный спектакль по мотивам одноимённого романа Роберта Льюиса Стивенсона и мюзикла «Джекилл и Хайд» композитора Фрэнка Уайлдхорна на либретто Лесли Брикасса (режиссёр-постановщик — Павел Хомский; премьера состоялась в 2005 году) — Джон Аттерсон, адвокат, поверенный доктора Генри Джекила
- 2007 (по настоящее время) — «Шум за сценой» по одноимённой комедии Майкла Фрейна (художественный руководитель — Павел Хомский, режиссёр-постановщик — Александр Леньков; премьера состоялась в 1987 году; спектакль восстановлен в декабре 2007 года) — Ллойд Даллас, режиссёр спектакля[6]
- 2016 — «Энергичные люди» по одноимённой пьесе Василия Шукшина (постановка — Павел Хомский; премьера состоялась в январе 2016 года) — Курносый[7]
- 2020 — «Ричард III» по одноимённой пьесе Уильяма Шекспира (постановка — Нина Чусова; премьера состоялась в сентябре 2020 года) — Стенли[8]

### Фильмография
1. 1981 — Житие святых сестёр — Михаил
2. 1982 — Сказка странствий — Май (взрослый), брат Марты
3. 1982 — Сказки… сказки… сказки старого Арбата — Лёвушка (Лев Александрович Гартвиг), жених Виктоши
4. 1982 — Солнечный ветер — Эсхат Полютин, физик
5. 1983 — Дело за тобой! — Вадим, заведующий сельским клубом, брат Веры
6. 1984 — Берег — гвардии лейтенант Княжко
7. 1986 — Борис Годунов — Дмитрий Андреевич Курбский, князь
8. 1987 — Где бы ни работать — Иннокентий Павлович, аспирант
9. 1987 — Подданные революции — Этьен, французский журналист
10. 1987 — Репетитор — Евгений Огарышев (главная роль)
11. 1988 — Радости земные — Валерий Битюков
12. 1989 — Софья Петровна — директор
13. 1989 — Стеклянный лабиринт — инвалид с гитарой
14. 1990 — Посредник — Александр Замятин, инженер, он же «Угол-11»
15. 1991 — Джокер — «Джокер», авантюрист (главная роль)
16. 1991 — Оружие Зевса — Ален Конт, сын Мартина и Евы
17. 1993 — Раскол — Сергей Васильевич Зубатов, глава Особого отдела полиции
18. 1993 — Завещание Сталина — Кирилл, журналист
19. 1993 — Урод — хирург
20. 1994 — Империя пиратов — Фернан Миссон, глава Либерталии, капитан пиратов
21. 1996 — Клубничка (серия № 105 «Круглосуточное обслуживание») — отец девочки
22. 1998 — День полнолуния —  Олег Николаевич. режиссёр
23. 1999 — Одна любовь души моей — Никита Муравьёв
24. 2000 — Репете — Василий Михайлович (главная роль)
25. 2001 — Часы без стрелок — приятель Семёна
26. 2003 — Всадник по имени Смерть — муж Елены
27. 2003 — Евлампия Романова. Следствие ведёт дилетант (фильм № 1 «Маникюр для покойника») — Константин и Дмитрий Катуковы
28. 2003 — Северный сфинкс — князь Чарторыжский
29. 2003 — Тотализатор — Дитятин
30. 2004 — Опера. Хроники убойного отдела 1 (фильм № 13 «Двойная ошибка») — Лымарев
31. 2005 — Неизвестность
32. 2006 — Карамболь — Михаил Тропинин, врач
33. 2007 — Джоконда на асфальте — Константин, поклонник Ольги (главная роль)
34. 2007 — Ледяная страсть — Александр, муж Эллы (главная роль)
35. 2007 — Корова / Мы будем счастливы, моя прелесть — Вадим, муж Кати
36. 2007 — Репетитор — Александр, отец Анастасии
37. 2008 — Ловушка — Виктор Эдуардович Матич
38. 2008—2010 — Общая терапия — Леонид Захарович Самойлов, врач, сотрудник терапевтического отделения (главная роль)
39. 2008 — Осенний детектив (фильм 1 «Новая жизнь») — Спартак Станиславович Толубаев
40. 2008 — Срочно в номер 2 (фильм 10 «Золотой олень») — Столяров, бизнесмен, консультант Кирилла Данилова по археологии
41. 2009 — Осведомлённый источник в Москве (документальный фильм) — Эдмунд Стивенс, американский журналист и писатель-документалист
42. 2010 — Была любовь — Павел Николаевич Панфилов, отец Анны
43. 2010 — Такая обычная жизнь — Глеб Андрианович Агеев, физик, муж Ларисы
44. 2011 — Только любовь — Александр, отец Романа
45. 2011 — Метод Лавровой (фильм № 8 «Ружьё на стене») — Киряев
46. 2011 — Амазонки (серия № 16 «Дело о повешенной студентке») — Владимир Андреевич Тарбинский, преподаватель
47. 2012 — Откровения. Реванш (серия № 6 «Кафедра») — искусствовед, преподаватель на кафедре искусствоведения
48. 2012—2013 — Не плачь по мне, Аргентина! — Герман
49. 2013 — Погружение — Владимир, доктор
50. 2013 — Пасечник (фильм № 15 «Двойной капкан») — Фриц, австрийский адвокат
51. 2013 — Второй шанс — Роман, отец Насти
52. 2014 — Аромат шиповника — Сергей Дмитриевич Новиков, хирург-кардиолог, муж Людмилы (главная роль)
53. 2014 — У вас будет ребёнок — Иван Алексеевич Сахаров, отец Игната
54. 2014 — Третий поединок — Николай Анатольевич Марков, профессор, отец Павла
55. 2015 — Во веки вечные — Александр Петрович Старцев, писатель, литературовед, букинист, отец Маши (главная роль)[1][9]
56. 2015 — Потеряшки — Валерий Петрович, тренер по футболу
57. 2017 — Бумеранг — Анатолий Аркадьевич Лебедев, профессор, отец Дарьи
58. 2017—2021 — Детективы Анны Малышевой (фильмы № 1—15) — Эрдель Михайлович Романовский, скульптор
59. 2017 — Жених для дурочки — Вадим Павлович, адвокат
60. 2017 — Морозова — Виталий Борисович («Борисыч»), эксперт-криминалист
61. 2017 — Незнакомка в зеркале — Павлов, отец сестёр-близнецов Юлии Павловой и Жени Некипеловой
62. 2018 — Гроздья винограда — Эрнест Потапов, агроном[1]
63. 2018 — Дожить до любви — акционер
64. 2018 — Лютый (2-й сезон) — Юрий Петрович Дергунов, учёный-фармацевт
65. 2018 — Морозова 2 — Виталий Борисович («Борисыч»), эксперт-криминалист
66. 2019 — Алекс Лютый — Фёдор Андреевич Кононенко, писатель
67. 2020 — Теорема Пифагора — Владимир Николаевич
68. 2021 — По ту сторону смерти 2 (фильм № 1 «Тень») — Марат Валентинович Шумейко
69. 2021 — Кулагины — Виталий Борисович («Борисыч»), эксперт-криминалист, сотрудник отдела специальных расследований МВД РФ

#### Фильмы-спектакли
1. 1983 — Операция на сердце — сын Иванова
2. 1983 — Сашка — пленный немец
3. 1987 — Виноватые — Егор
4. 1988 — Зимняя сказка — Флоризель, сын короля Поликсена
5. 1989 — Село Степанчиково и его обитатели — Сергей Александрович, племянник полковника Ростанева
6. 1999 — Фома Опискин — Сергей Александрович
7. 2006 — Король Лир — Эдгар, сын графа Глостера

### Дубляж

#### Фильмы
- 2022 — «Умереть за доллар» — Джо Криббенс (Уиллем Дефо)[10]
- 2022 — «Гнев во спасение» — Питер (Джон Малкович)[10]
- 2015 — «Человек-муравей» — доктор Хэнк Пим (Майкл Дуглас)[5]
- 2012 — «Хоббит: Нежданное путешествие» — Элронд (Хьюго Уивинг)[10]
- 2008 — «Загадочная история Бенджамина Баттона» — Томас Баттон (Джейсон Флеминг)[5]
- 2008 — «Тёмный рыцарь» — Харви Дент / Двуликий (Аарон Экхарт)[5]
- 2007 — «Гарри Поттер и Орден Феникса» — Люциус Малфой (Джейсон Айзекс)[10]
- 2002 — «Гарри Поттер и Тайная комната» — Люциус Малфой (Джейсон Айзекс)[5][10]
- 2000 — «Гладиатор» — Коммод (Хоакин Феникс)[10]
- 2000 — «Изгой» — Чак Ноланд (Том Хэнкс)[5]
- 1994 — «Интервью с вампиром» — Луи де Пон дю Лак[11] (Брэд Питт) (дубляж студии «Мост Видео»)
- 1988 — «Человек дождя» — Рэймонд Бэббит (Дастин Хоффман) (дубляж студии «Варус-Видео»)[5]

#### Мультфильмы
- 2017 — «Птицы как мы» — Кондор (дубл. в 2022 году)[5]

#### Телесериалы
- 2010—2017 — «Шерлок» — Майкрофт Холмс, старший брат знаменитого сыщика Шерлока Холмса[12] (Марк Гэтисс)

### Озвучивание мультфильмов
- 2013 — «Алиса знает, что делать!» — робот Поля/Фрекен, Гильям, профессор Аппер
- 2017 — «Тихий ужин без соли» — Валера
- 2021 — «От винта 2» — Михалыч
- 2022 — «Большое путешествие: Специальная доставка» — Олень

### Озвучивание компьютерных игр
- 2002—2013 — серия игр Splinter Cell — Сэм Фишер (кроме Essentials и Conviction)[13]
- 2004 — Medal of Honor: Pacific Assault — Томас «Томми» Колин[13]
- 2008 — Prince of Persia — Алхимик[13]
- 2008 — Left 4 Dead — Уильям «Билл» Овербек[13]
- 2009 — Assassin’s Creed: Bloodlines — Паша[13]
- 2009 — Resident Evil 5 — Рэйнард Фишер[13]
- 2009 — Killzone 2 — Шон Натко[13]
- 2009 — Halo Wars — Пророк Скорби[13]
- 2009 — Assassin’s Creed II — Бартоломео д’Альвиано[13]
- 2010 — Dark Void — Никола Тесла[13]
- 2010 — Singularity — Виктор Барисов[13]
- 2010 — God of War III — Посейдон[13]
- 2010 — Mafia II — Джузеппе Пальминтери[13]
- 2010 — Assassin’s Creed: Brotherhood — Бартоломео д’Альвиано[13]
- 2010 — Darksiders — Самаэль[13]
- 2011 — Battlefield 3 — Стив Кампо[13]
- 2011 — Ratchet & Clank: All 4 One — Фрумпус Кройт[13]
- 2011 — Uncharted 3: Drake’s Deception — Чарли Каттер[13]
- 2012 — Twisted Metal — Проповедник[13]
- 2012 — The Amazing Spider-Man — Алистер Смайт[13]
- 2012 — Assassin’s Creed III — Томас Хики[13]
- 2013 — Assassin’s Creed IV: Black Flag — Вудс Роджерс[13]
- 2013 — Battlefield 4 — Ролланд Гаррисон[13]
- 2013 — Ryse: Son of Rome — Аквилон[13]
- 2014 — Titanfall — Спайгласс[13]
- 2014 — Watch Dogs — Дермот «Лаки» Куинн[13]
- 2014 — «Far Cry 3» — Хойт Волкер[14]
- 2014 — The Amazing Spider-Man 2 — Крэйвен-охотник[13]
- 2015 — Tom Clancy’s Rainbow Six Осада — Сэм Фишер[13]
- 2015 — Halo 5: Guardians — Надзиратель[13]
- 2016 — Battlefield 1 — Ахмет Тилкичи[13]
- 2017 — Assassin’s Creed Origins — Медунамон[13]
- 2018 — Far Cry 5 — Эрл Уайтхорс[13]
- 2019 — MediEvil[англ.] — Зарок[13]
- 2019 — Lost Ark — Арден (Шкатулка памяти)[15]2020- Metro Exodus — Том «Кот» «DLC Sam Story»
- 2020 — Ghost of Tsushima- Ямато[13]
- 2020 — Mafia: Definitive Edition — Серджио Морелло[13]
- 2021 — Battlefield 2042 — Пётр «Борис» Гусковский[13]
- 2021 — Guardians of the Galaxy — Рэйкер[13]
- 2021 — Diablo II: Resurrected — Мариус[13]
- 2021 — «Control» — Захария Тренч (дубляж от «Games Voices»)[16]
- 2023 — Hogwarts Legacy — Лодгок (дубляж от «Games Voices»)[17]
- 2025 — Death Stranding 2: On the Beach — Тармэн[источник не указан 32 дня]
- 2025 — Лихо одноглазое — Портной[18]

### Документальные фильмы
- 2005 — «Американские слёзы русских жён» («Первый канал»)
- 2006 — «Роман со зверем. Маргарита Назарова» («Первый канал»)
- 2006 — «Мария Фёдоровна. Долгая дорога домой» («Первый канал»)
- 2007 — «Шарль де Голль. Возвращение скучного француза» («НТВ») — перевод иностранной речи за кадром
- 2008 — «Мгновения славы. Вячеслав Тихонов» («Культура»)[19]
- 2009 — «Правила самой обаятельной. Ирина Муравьёва» («Россия») — участник
- 2016 — «Раскрывая тайны звёзд. Дочь или жена» («Москва Доверие») — участник